# Chascanopsetta
Chascanopsetta es un género de pez de la familia Bothidae en el orden de los Pleuronectiformes.

## Especies
Las especies de este género son:
- Chascanopsetta crumenalis (Gilbert & Cramer, 1897)
- Chascanopsetta elski Foroshchuk, 1991
- Chascanopsetta kenyaensis Hensley & Smale, 1997
- Chascanopsetta lugubris Alcock, 1894
- Chascanopsetta megagnatha Amaoka & Parin, 1990
- Chascanopsetta micrognatha Amaoka & Yamamoto, 1984
- Chascanopsetta prognatha Norman, 1939
- Chascanopsetta prorigera Gilbert, 1905